# Кан-ди (Восточная Цзинь)
Цзиньский Кан-ди (кит. трад. 晉康帝), личное имя Сыма Юэ (кит. трад. 司馬岳, пиньинь Sīmǎ Yuè), взрослое имя Сыма Шитун (кит. трад. 司馬世同, 322 — 17 ноября 344) — восьмой император империи Цзинь; четвёртый император эпохи Восточная Цзинь.

## Биография
Сыма Юэ был вторым сыном наследника престола Сыма Шао, который вскоре после его рождения взошёл на трон как император Мин-ди. Когда тот скончался в 325 году — новым императором стал старший брат Сыма Юэ — Сыма Янь (тронное имя — Чэн-ди). В 326 году Сыма Юэ получил титулУ-ван (吳王). В 327 году его дядя Сыма Юй, носивший титул Ланъе-ван (琅琊王), захотел сменить его на другой, и для него был создан титул Куайцзи-ван (會稽王), а титул Ланъе-ван перешёл к Сыма Юэ. Последующая жизнь Сыма Юэ в период правления его брата не отмечена ничем особенным.
Летом 342 года император Чэн-ди опасно заболел. У него было два сына от наложницы Чжоу — Сыма Пи и Сыма И. Так как оба они были младенцами, то советник Юй Бин (он также был дядей императора и, соответственно, Сыма Юэ), опасаясь, что в случае назначения преемником кого-либо из них род Юй окажется отстранённым от власти, указал императору, что в условиях противостояния с государством Поздняя Чжао императором следует сделать кого-либо более взрослого. Чэн-ди согласился с доводами и, несмотря на протесты советника Хэ Чуна, назначил наследником престола Сыма Юэ. Вскоре после этого он скончался, и Сыма Юэ взошёл на трон как император Кан-ди. Выступавший против этого Хэ Чун попросил себе должность губернатора, чтобы не работать при дворе вместе с Юй Бином.
Летом 343 года другой дядя императора — Юй И — предложил предпринять крупное нападение на государство Поздняя Чжао совместно с государствами Ранняя Янь и Ранняя Лян, которые номинально считались вассалами империи Цзинь. Большинство придворных было против этого предприятия, однако за него выступили Цяо-ван Сыма Уцзи, а также генерал Хуань Вэнь (он был женат на сестре императора). Император одобрил план и собрал для его выполнения войска; главным по осуществлению плана был назначен Юй Бин, а на его место ко двору был снова призван Хэ Чун. По неизвестной причине план Юй И так и не был реализован, состоялось лишь несколько небольших набегов на Позднее Чжао.
Осенью 344 года император Кан-ди заболел. Юй Бин и Юй И поддерживали в качестве нового императора его дядю Сыма Юя, однако Хэ Чун настоял, чтобы император передал трон своему сыну Сыма Даню. Император согласился, и Сыма Дань, которому был лишь один год от роду, был объявлен наследником престола. Два дня спустя император Кан-ди скончался.

## Девизы правления
- Цзяньюань (建元 Jiànyuán) 343—344